# Pettyes csikóhal
A pettyes csikóhal (Hippocampus guttulatus) a sugarasúszójú halak (Actinopterygii) osztályába a pikóalakúak (Gasterosteiformes) rendjébe és a tűhalfélék (Syngnathidae) családjába tartozó  csikóhalak (Hippocampus) nemének egy faja.

## Előfordulása
Horvátország, Ciprus, Franciaország, Görögország, Málta, Marokkó, Hollandia, Portugália, Spanyolország és Nagy-Britannia területén honos. A Földközi-tengerben, a Fekete-tengerben és Nyugat-Európa partjain él. Az Északi-tengerben a brit vizekben északra az Orkney-szigetekig terjedt el, máshol csak elvétve fordul elő.

## Megjelenése
Testhossza 16 centiméter. Alapszíne barnás, fehér pettyekkel és pontokkal. Védett sziklás öblökben, a moszatok közt él. Farkával kapaszkodik a növényekre, hogy  függélyesen állhasson.

## Életmódja
Tápláléka az apró lebegő rákok sorából kerül ki.

## Szaporodása
Nászjátékkal kezdődik az ívás és  májustól augusztusig tart. A hím általában zárt költőzacskója, íváskor lencsenagyságúra tágul és az ikrás ezen keresztül rakja bele körte alakú petéit. A költés körülbelül négy hétig tart. Az apa a költészacskót elhagyó ivadékkal nem törödik tovább.